# Ascidiella
Genre
Ascidiella est un genre d'ascidies de la famille des Ascidiidae.

## Systématique
Le genre Ascidiella a été créé en 1884 par le biologiste marin français Louis Roule (1861-1942),.

## Liste des espèces
Selon World Register of Marine Species (1 mars 2022) :
- Ascidiella aspersa (O.F. Müller, 1776)
- Ascidiella scabra (O.F. Müller, 1776)
- Ascidiella senegalensis Michaelsen, 1914

## Publication originale
- Louis Roule, « Recherches sur les ascidies simples des côtes de Provence. 1 - Phallusiadées », Annales du Musée d'histoire naturelle de Marseille, Marseille, vol. 2,‎ 1884, p. 7-270 (OCLC 1605839, lire en ligne).